# David Dixon (cestista)
David Lee Dixon, noto anche con il nome turco di Davud Kamer (Houston, 21 novembre 1978), è un ex cestista statunitense con cittadinanza turca.